# Mont Langford
Pour les articles homonymes, voir Langford.
Le mont Langford est un sommet de la chaîne Absaroka situé dans le parc national de Yellowstone aux États-Unis.